# Athrips amoenella
Athrips amoenella — вид лускокрилих комах з родини виїмчастокрилі молі (Gelechiidae).

## Поширення
Вид поширений в Європі, в Туреччині, Казахстані та Киргизстані.

## Опис
Розмах крил 9-11 мм. Основний колір передніх крил білувато-жовтий з вохристо-коричневими та темно-сірими плямами. Задні крила темно-сірі.

## Спосіб життя
Дорослі особини розлітаються з травня по липень. Личинки харчуються на мишачому горошку (Vicia cracca).